# Glenn Sekunda
Glenn Edward Sekunda  , (nacido el 15 de julio de 1973 en Camden, Nueva Jersey)  es un exjugador de baloncesto estadounidense. Con 2.03 de estatura, su puesto natural en la cancha era el de ala-pívot.

## Trayectoria profesional
- Pallacanestro Treviso (1996-1999)
- Pallacanestro Varese (1999)
- Basket Rimini (1999-2001)
- Club Bàsquet Girona (2001-2002)
- Club Baloncesto Sevilla (2002-2003)
- Pallalcesto Udine (2003-2006)
- Iraklis BC (2007-2008)

## Palmarés
- LEGA: 1

Pallacanestro Treviso: 1997
- Supercopa de Italia: 2

Pallacanestro Treviso: 1997
Pallacanestro Varese: 1999
- Recopa: 1

Pallacanestro Treviso: 1998-99